# Молодцово
Молодцово  (рос. Молодцово) — селище у Кіровському районі Ленінградської області Російської Федерації.
Населення становить 1002 особи. Належить до муніципального утворення Кіровське міське поселення.

## Географія
Населений пункт розташований на східній околиці міста Санкт-Петербурга.

## Історія
Згідно із законом від 29 листопада 2004 року № 100-оз належить до муніципального утворення Кіровське міське поселення.

## Населення
| 2007  | 2010  | 2013  | 2014  | 2015  | 2016 | 2017  |
| ----- | ----- | ----- | ----- | ----- | ---- | ----- |
| 1115  | ↘991  | ↘988  | ↗1010 | ↗1014 | ↘998 | ↗1001 |
| 2018  | 2019  | 2020  |       |       |      |       |
| ↗1013 | ↗1018 | ↘1002 |       |       |      |       |